# یوجین (بازیگر)
کیم یو-جین (کره‌ای: 김유진؛ زاده ۳ مارس ۱۹۸۱) که با نام هنری یوجین (به انگلیسی: Eugene) شناخته می‌شود، خواننده و بازیگر اهل کره جنوبی است. او عضو گروه اس.ئی.اس است. شهرت او به خاطر بازی در سریال پنت هاوس است.

## زندگی شخصی

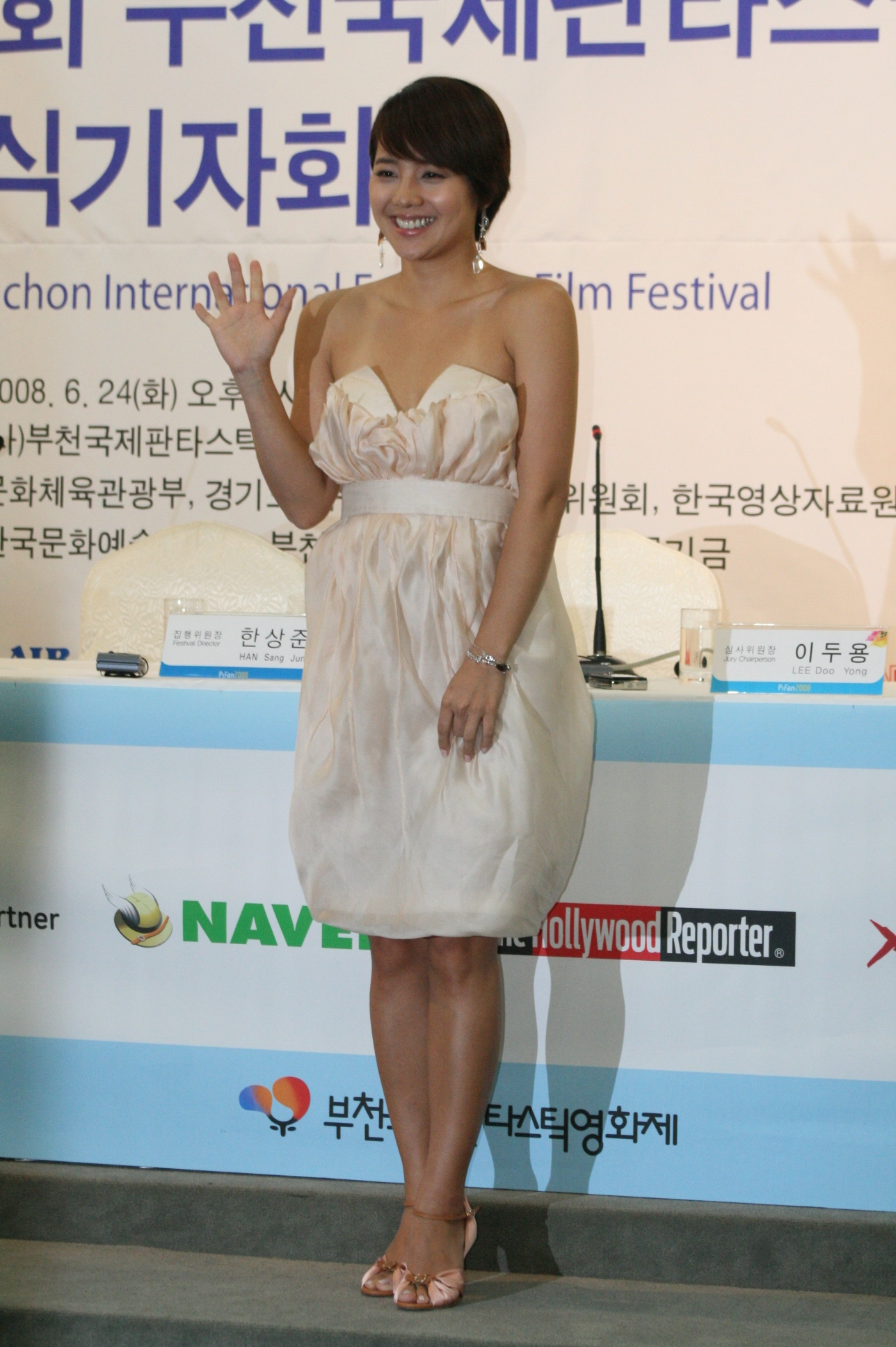
یوجین در سال 2008

یوجین در سال ۲۰۱۱ با همبازی خود در سریال «ساختن سرنوشت»، کی ته یونگ ازدواج کرد. در سال ۲۰۱۵ اولین دختر این خانواده به نام روهی متولد شد. در سال ۲۰۱۸ نیز دومین فرزند دختر آنها به نام رورین به دنیا آمد.